# Ignaz Schönbrunner

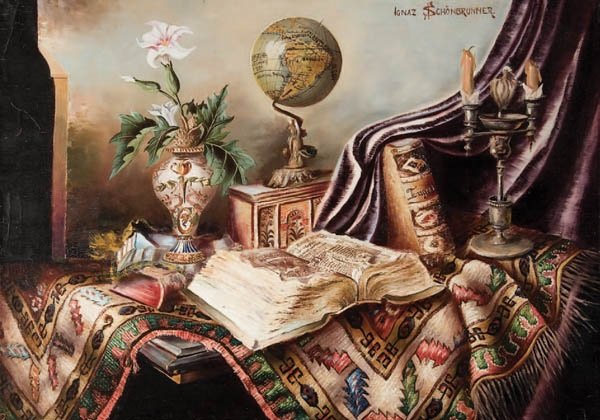
Ignaz Schönbrunner: Stillleben mit Globus und Kandelaber

Ignaz Johann Schönbrunner (* 1. Mai 1835 in Wien; † 5. Dezember 1900 ebenda) war ein österreichischer Maler.
Ignaz Schönbrunner war der Sohn des Zimmermalers Johann Schönbrunner und Bruder von Josef (1831–1905), Karl (1832–1877) und Franz Xaver Schönbrunner (1845–1903), die alle als Maler tätig waren.
Schönbrunner studierte von 1852 bis 1858 mit Unterbrechungen an der Wiener Kunstakademie bei Carl Rahl, danach von 1858 bis 1864 bei Joseph von Führich. 1869 wurde er Mitglied der Genossenschaft der bildenden Künstler Wiens (Künstlerhaus).
1866 war er an der Ausstattung des Kaisersaals, des Salons der Erzherzöge und der Galerietreppen der Hofoper beteiligt. Von 1869 bis 1871 schuf er Deckenmalereien in der Schottenfelder Laurentius-Kirche. Seine Deckenmalereien im Hofwartesalon des Franz-Josephs-Bahnhofs sind verschollen.
Gemeinsam mit Christian Petersen schuf er Sgraffiti an der Universität Wien nach Entwürfen von August Eisenmenger. In der von Moritz von Fries gestifteten Vöslauer Pfarrkirche führte er ab 1870 die Innenausmalung aus.
Sein Sohn Ignaz (1871–nach 1943) war ebenfalls als Maler tätig.